# MAS 36
Le fusil modèle 1936 est adopté par l'armée française pour remplacer le Lebel modèle 1886/93 ainsi que les armes du système Berthier modèle 07/15M16 et 1892M16. Il est conçu et fabriqué par la Manufacture d'armes de Saint-Étienne. L'arme, utilisée pendant plus de cinq décennies, est appelée simplement MAS 36 par ses utilisateurs militaires.

## Développement
À la fin du premier conflit mondial, la cartouche de 8 mm Lebel est considérée comme obsolète et une nouvelle cartouche est adoptée en 1924. Un nouveau programme d'armement est lancé avec comme priorité le développement d'un fusil mitrailleur succédant aux CSRG 1915 Chauchat.
Le remplacement du FM Chauchat est jugé « prioritaire », mais l'armée française juge le coût de la production d'un fusil neuf comme « prohibitif » et choisit un programme de « transformation » des armes en stock. La conversion est finalement jugée trop compliquée et coûteuse. L'armée adopte la transformation des fusils 1886 « Lebel » et c'est finalement en 1936 qu'une arme moderne est adoptée. Celle-ci est conçue pour être facile à produire et peu coûteuse : la première version comporte seulement 65 pièces.
Le fusil MAS36 est alimenté par un boîtier-chargeur de type Mauser tout en possédant des caractéristiques françaises.
La culasse est un exemple de simplicité : elle est à corps cylindrique avec levier d'armement coudé et comporte deux tenons de verrouillage dans sa partie arrière, un simple extracteur à griffe robuste, et ne se compose que de cinq éléments démontables :
1. le corps de la culasse ;
2. le bouchon arrière ;
3. le percuteur ;
4. le ressort du percuteur ;
5. l'extracteur (non démontable par l'utilisateur).

Une autre caractéristiques de cette arme est de posséder une baïonnette cruciforme de type Lebel : celle-ci est insérée dans un logement creusé dans le garde-main.
On peut aussi noter l'absence de sûreté, car selon la doctrine française, ce fusil devait être approvisionné en munitions au tout dernier moment.
La crosse est relativement courte, la poignée épaisse, par rapport aux autres fusils, et bien adaptée aux besoins de l'époque[Lesquelles ?]. Les derniers descendants du système MAS 36 sont les fusils réglementaires de précision FR-F1 et FR-F2 pour tireurs d'élite, qui ont des pièces compatibles avec le MAS 36, notamment la culasse malgré son levier redessiné, ou la crosse interchangeable.
Il est remplacé à partir des années 1950 par le fusil semi-automatique MAS 49 puis par le MAS 49/56, pour les premières lignes, mais utilisé encore, après les années 1980 dans les troupes d'Outre-Mer et pour l'armement des unités de réserve de seconde ligne jusqu'à la disparition de la réserve générale de l'armée française après l'adoption du plan « Armées 2000 ». En 2010, des MAS 36 étaient toujours utilisés dans la Marine nationale comme FLA (Fusil Lance Amarre).

## Versions et dérivés

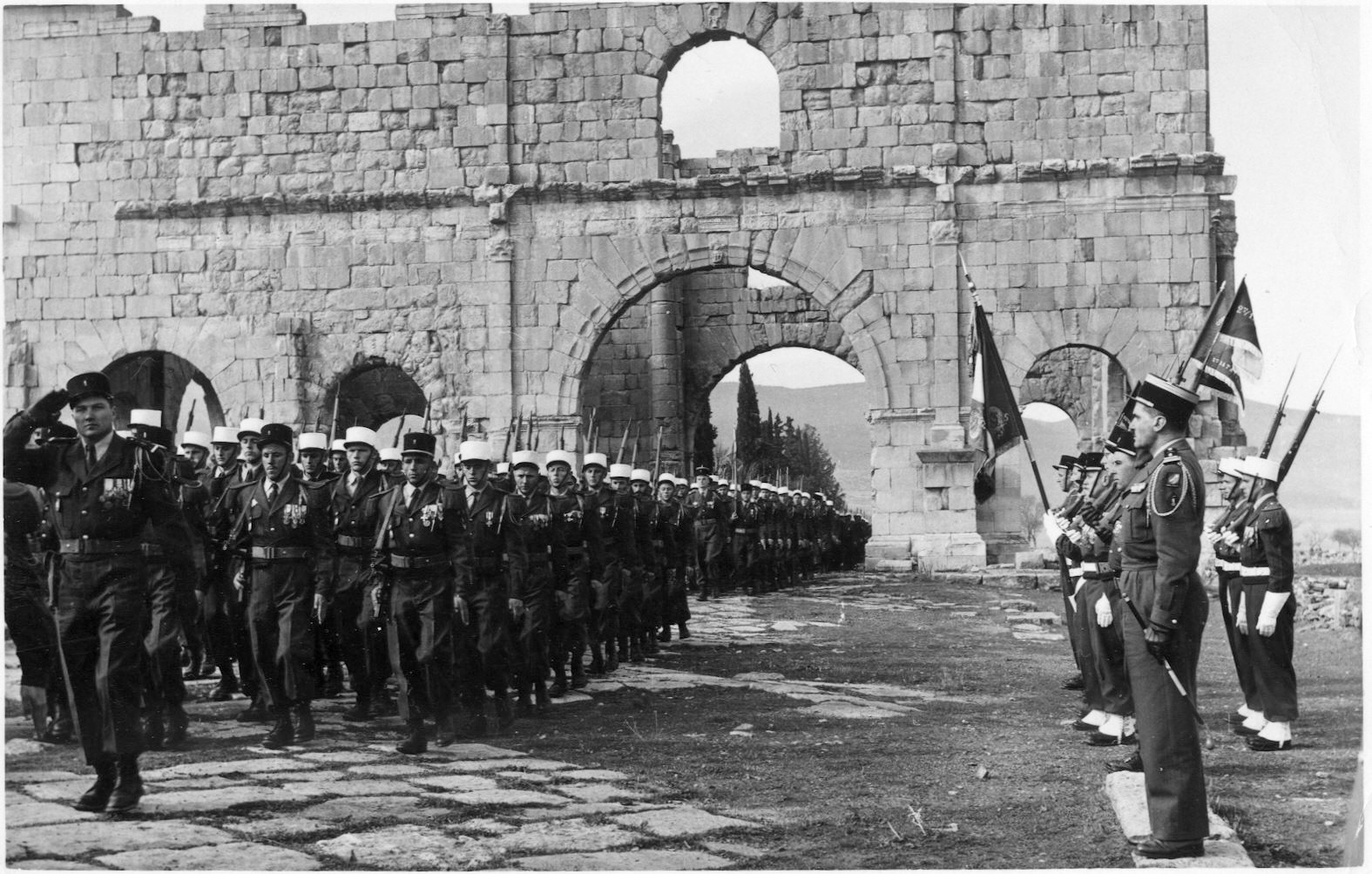
Parade de la 13e demi-brigade de Légion étrangère à travers les ruines romaines de Lambèse, en Algérie française en 1958 ; les légionnaires ont des fusils MAS 36, des officiers et sous-officiers ont des pistolets mitrailleur MAT 49, les armes dans les étuis aux ceinturons sont probablement des MAC modèle 1950

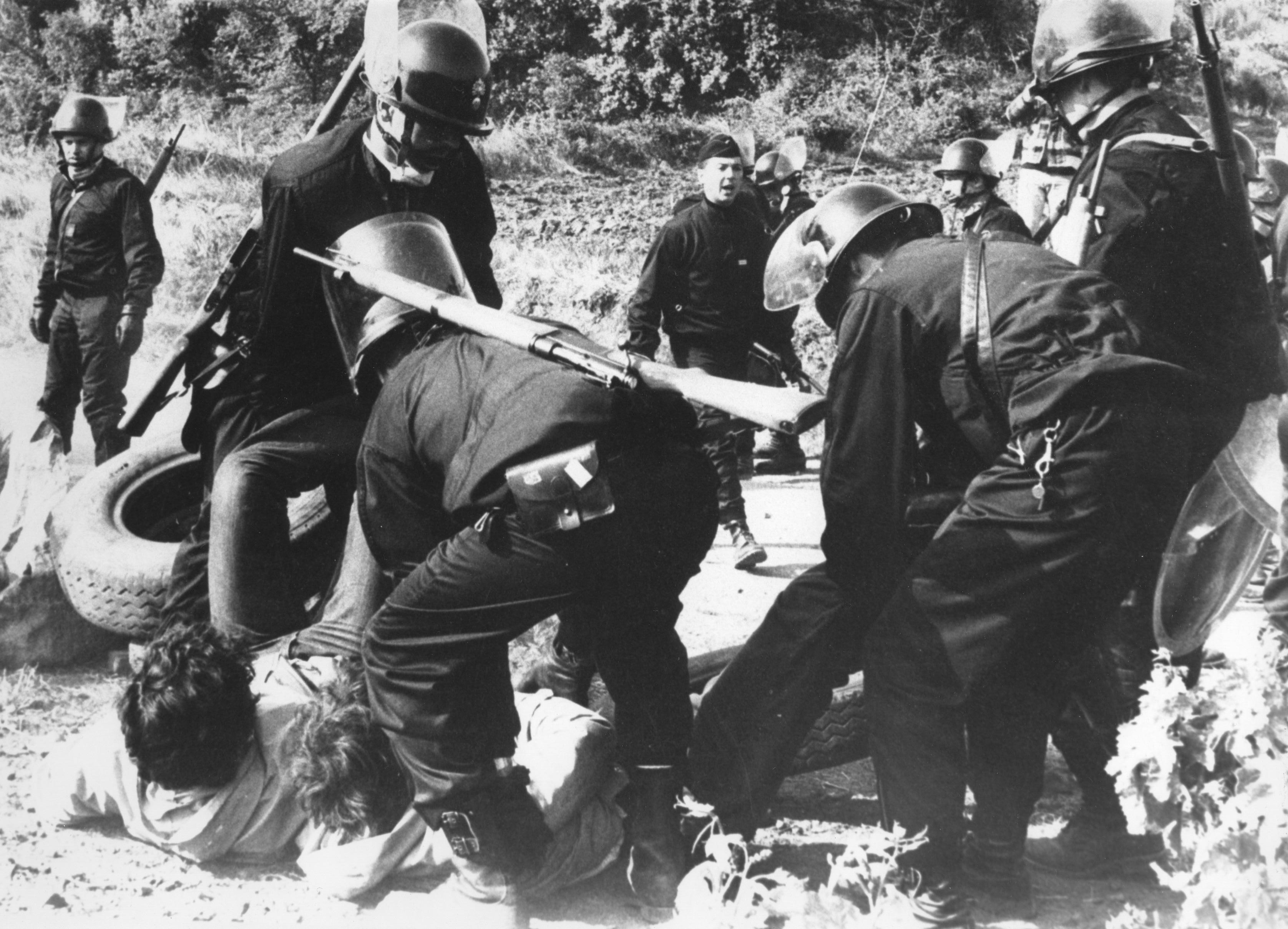
Gendarmes équipés avec le MAS 36 durant la Lutte du Larzac

Il existe huit versions du MAS 1936.

### MAS 36 «premier modèle»
Les garnitures métalliques sont noires, cuites au four. Sa production date d'avant la Seconde Guerre mondiale. Son embouchoir est en métal usiné et comporte deux oreilles de protection pour le guidon qui permettent de l'identifier au premier regard.

### MAS 38 TR (Tir Réduit) Calibre 5,5
C'est un MAS 36, doté d'un canon de calibre .22, que l'on utilise en chargeant le magasin avec des cartouches-relais utilisant un percuteur décalé transformant la percussion centrale en percussion annulaire et contenant une cartouche de calibre .22 long rifle. Cette transformation, si elle avait le défaut d'exiger l'emploi de ces coûteuses cartouches-relais, permettait d’entraîner les recrues au tir à répétition comme avec l'arme militaire en calibre 7,5 mm. La mise en service de cette arme fut retardée par l'entrée en guerre et ses exigences de fabrication. Les premiers exemplaires ne furent livrés que vers 1942 et servirent à l’entraînement de l'armée d'armistice. Après la guerre, l'armée française préféra utiliser pour l'instruction diverses carabines calibre .22 disponibles en quantité et plus économiques comme la Mauser/MAS 45 ou encore la « Falke modèle 36 ».

### MAS 36 «deuxième modèle»
Les garnitures métalliques sont phosphatées, vert olive. Sa production date d'après 1945. C'est la version la plus produite avec sa dérivée, le MAS 36/51. Son embouchoir est en tôle emboutie avec un tunnel de protection pour le guidon, tout comme la plaque de fond de magasin. Elle a équipé tous les régiments et formations de l'armée française à un moment ou à un autre, puis les troupes de réserve, le fusil MAS 49/56 étant affecté prioritairement aux régiments endivisionnés, à la gendarmerie, mais aussi à l'administration pénitentiaire…

### MAS 36 CR (Crosse Repliable) 39
Version munie d'une crosse repliable en aluminium adoptée en 1939 par les chasseurs alpins et les Groupes d'Infanterie de l'Air, précurseurs  des régiments parachutistes. Le canon de 45 centimètres est plus court que sur le MAS 36 standard, et même la baïonnette en est raccourcie avec 290 millimètres seulement. Cette arme fut utilisée à Narvik pour la première fois en mai-juin 1940. Après 1945, elle fut distribuée aux troupes aéroportées combattant en Indochine et en Algérie, sa longueur réduite permettant de la fixer sur le dessus du parachute ventral pour les opérations. Toutefois, les utilisateurs lui préféraient l'USM1 semi-automatique aussi précise, quoique beaucoup moins puissante, reprochant au MAS 36 CR 39 un recul violent et désagréable au contact du métal de la crosse, aggravé par les températures négatives de certains théâtres d'opérations. Lors de la guerre du Golfe en 1990, les équipages des avions de transport de l'Armée de l'air, notamment sur C-160 Transall, eurent la surprise de percevoir leurs lots de survie où figuraient encore des MAS 36 CR 39 flambant neufs, avant leur remplacement par des carabines double express de fabrication française.

### MAS 36 LG (Lance-Grenades) 48
C'est un MAS 36 muni d'un canon renforcé avec marquage « G » et d'une alidade de visée permettant de tirer la grenade à fusil Modèle 1948, dérivée de l'obus empenné du lance-grenades de 50 MM modèle 1937. Il a été adopté en 1948 et employé en Indochine où il a notamment servi sur les vedettes FOM avant de finir sa carrière en Algérie. Les derniers exemplaires en service furent remis au standard général du modèle 36 après 1962, lors du retrait des arsenaux des grenades à fusil modèle 1948.

### MAS 36/51
Ce modèle est doté d'un canon étoffé et d'une alidade à deux inclinaisons, 45  et   90 degrés, rabattable et s'incluant dans le garde-main pour lancer des grenades à empennage aux normes OTAN ayant un tube de propulsion au diamètre de 22 mm, modèles F1 dans la nomenclature armée française, pour l'engagement en tir antipersonnel, antichar et d'exercice, en tir tendu et tir vertical. Certains exemplaires ont été équipés d'un manchon de type tromblon destiné au tir de lacrymogènes et fumigènes pour les opérations de maintien de l'ordre et figurent encore dans les registres d'armureries de la Gendarmerie et des Compagnies Républicaines de Sécurité (CRS). C'est pour ce modèle que les patins caoutchouc de crosse seront fabriqués par la MAS.

### MAS FUSTAN
C'est un MAS 36 d'instruction au tir de calibre 22 Long Rifle fonctionnant sans nécessiter l'emploi de cartouches-relais, comme sur le MAS 36  calibre 5,5 de tir réduit (TR) fabriqué en petites quantités par la MAS pour l'armée d'armistice. Le MAS FUSTAN est une arme à un coup, dotée d'un canon lourd, sous lequel se trouve un tube pouvant être lesté pour servir de contrepoids. Il est équipé d'une hausse micrométrique à dioptre copiée sur la hausse Lyman n° 48. Cette arme a probablement été fabriquée à la MAS après guerre, en utilisant des pièces de présérie fabriquée par la section d'essai (SE) de la MAS, en vue de l'adoption d'un fusil d’entraînement en calibre .22 plus simple d'emploi que le MAS 36 calibre 5,5 T.R. : le MAS 36 au calibre 5,5 type S.E MAS 1942. Cette arme n'ayant jamais été adoptée, un petit lot de pièces restait disponibles, qui furent assemblées à la MAS sur commande de la Fédération des Unions et Sociétés de Tir d'Afrique du Nord (FUSTAN). Le nombre d'armes remontées fut probablement inférieur à 200, le numéro de série le plus élevé connu est 191. Beaucoup furent détruites lorsque les pieds noirs durent quitter hâtivement l'Algérie après les accords d'Évian. C'est donc une version très rare, les troupes françaises ayant délesté les rapatriés des quelques exemplaires sauvegardés à leur débarquement à Marseille.

### Neutralisation des fusils MAS 36
Le fusil MAS 36 comporte une baïonnette cruciforme de type Lebel, insérée dans un tube du garde main, sous le canon. Pour la fixer, on la sort par le bouchon et on la retourne en encliquetant le bouchon dans le tube.
En cas de prise imminente par l'ennemi, le MAS 36 peut être neutralisé de manière quasi-définitive. Il suffit d'enlever les baïonnettes de deux MAS 36, de se faire face avec ces deux armes, d'en retourner une et d'enfiler les canons dans les logements de baïonnette de l'arme faisant face.
Ce système complète la destruction de la culasse, trop facilement remplaçable car très simple de fabrication.
Des trous ont toutefois été aménagés afin que les armuriers puissent quand même agir.

### Sabots de crosse
Le MAS 36 est une arme relativement courte si on la compare aux autres armes modernes en service à cette époque. Placé à côté d'un fusil M1 Garand, la différence est significative.
Afin de pouvoir amortir le recul lors de son adaptation au tir des grenades à fusil, un sabot de crosse en caoutchouc est fourni dans l'unité de conditionnement à partir de 1951. Des cales de cinq et dix millimètres pouvaient alors même être intercalées à l'intérieur du sabot afin d'adapter l'arme aux différentes morphologies des utilisateurs.
Il existe deux tailles de sabot de crosse qui comportent la mention MAS et l'année de fabrication. Il semble que le sabot de crosse réglementaire n'existe sous cette forme que pour le MAS.

### Organes de visée
Les organes de visée semblent rudimentaires. Le guidon est un trapèze, presque un rectangle, entouré par deux oreilles ou par un tunnel, selon la version de l'arme. Le guidon est très peu dérivable, fixé au canon par un système de tenon-mortaise et souvent soudé à l'étain par l'atelier APC (Atelier Petit Calibre) pour éviter les déréglages dus aux manipulations subies par une arme en service, chute lors des séances d'ordre serré, par exemple...
La hausse réglable en hauteur et fixée sur l'arrière de la carcasse est une planchette avec un œilleton percé en son centre.
C'est en fait un système plus fiable et précis que celui du Mauser, du fait de l'allongement de la ligne de mire offerte au tireur.
La planchette de hausse d'origine est frappée d'un « N » pour neutre.
Lors des tirs d'essai, si le MAS tire trop haut, trop bas à droite ou à gauche, la planchette de hausse pouvait être remplacée en régiment par un armurier à l'atelier APC (Atelier Petit Calibre), aussi dénommé premier échelon, selon un tableau fourni par la MAS afin d’affiner la précision de l'arme.
Ce système est inédit et il faut le dire peu pratique. Toutes les autres armes, hormis le Carcano à visée fixe, sont réglables par le tireur, finement comme sur le Garand ou le Lee-Enfield ou plus grossièrement comme sur le Mauser ou le Mosin-Nagant.

## Diffusion
En plus de la France (Armée de terre, Armée de l'air, Marine nationale, Gendarmerie nationale), il était encore utilisé dans le milieu des années 1980, notamment comme arme d'instruction en école de gendarmes auxiliaires, les 1 200 000 fusils MAS 36 furent réglementaires dans les armées de nombreuses anciennes colonies françaises en Afrique (Algérie, Bénin, Cameroun, Centrafrique, Comores, Congo, Côte d'Ivoire, Djibouti, Gabon, Guinée, Guinée-Bissau, Madagascar, Maroc, Mauritanie, Niger, Sénégal, Seychelles et Tchad. De même, il a été fourni aux supplétifs levés au Cambodge, Laos et dans l'État du Viêt Nam lors de la guerre d'Indochine. Il se retrouva ainsi aux mains du Viêt Minh. Pendant la guerre du Viêt Nam, il termina sa carrière militaire indochinoise dans les rangs des frères ennemis du Viêtcong et de l'ARVN.
De nos jours, rechambré ou avec un canon neuf, il fait la joie d'amateurs d'armes règlementaires françaises dans les stands de tir sportifs, avec l'apparition en 2006 de la discipline de Tir aux Armes Réglementaires (TAR) au sein de la Fédération Française de Tir.
De plus, dans le domaine de la chasse, l'armurier français Fournier a reconstruit des MAS 36 chambrés en calibre civil 7x54 à partir d'armes de surplus. Ces carabines de chasse étaient fabriquées en diverses finitions et profils, avec divers organes de visée, certaines sur commande. Leur utilisation est problématique car la cartouche 7x54 n'est plus fabriquée industriellement et les outils de rechargement ne sont disponibles que sur commande spéciale auprès de fabricants américains depuis la disparition de la marque française Lynx, ce qui complique encore le rechargement de ce calibre.
On ignore encore à ce jour le nombre exact de fusils MAS 36 de tous les types fabriqués par les Manufactures Françaises.

## Données numériques

### MAS 36
- Munition : 7,5 mm 1929C
- Longueur : 1,02 m
- Canon : 57,5 cm
- Masse du fusil vide : 3,7 kg
- Masse du fusil chargée : 3,95 kg
- Magasin : 5 cartouches

### MAS 36 CR 39
- Munition : 7,5 mm 1929C
- Longueur de l'arme : 88,3 cm
- Longueur de l'arme crosse repliée: 62,5 cm
- Longueur du canon : 45 cm
- Masse du fusil vide : 3,745 kg
- Masse du fusil chargé : 3,995 kg
- Magasin : 5 cartouches

### MAS 36 LG 48
- Munition : 7,5 mm 1929C
- Longueur de l'arme : 1,02 m
- Longueur du canon : 57,5 cm
- Masse du fusil vide : 3,8 kg
- Masse du fusil chargé : 3,92 kg
- Magasin : 5 cartouches

### MAS 36 M 51
- Munition : 7,5 mm 1929C
- Longueur de l'arme : 1,07 m
- Longueur du canon : 62 cm
- Masse du fusil vide : 4,22 kg
- Masse du fusil chargé : 4,34 kg
- Magasin : 5 cartouches

### Jeux vidéo
Dans Call of Duty 2: Big Red One, sorti en 2005, le MAS 36 est disponible lors de l'opération Torch contre les forces de Vichy, en Afrique du Nord.
Dans ARMA III, l'arme est disponible dans les DLC : S.O.G. Prairie Fire et Spearhead 1944.
Dans Enlisted, sorti en 2021, le MAS 36 est disponible dans la faction de l'Allemagne, dans le rang 2.

## Photos
Les sites suivants proposent des photos des MAS 36
- fusil MAS 36